# Грязовець
Гря́зовець (рос. Грязовец) — місто, центр Грязовецького району Вологодської області, Росія. Адміністративний центр Грязовецького міського поселення.

## Географія
Місто розташоване за 47 к на південь від Вологди, залізнична станція на лінії Ярославль — Вологда. Через місто протікає впадаюча в Нурму річечка Ржавка.

## Історія
Вперше згадується 17 червня 1538 року як починок Грязовитський. Всі форми назви від основи грязь. Чайкіна пов'язувала термін грязь з синонімами «багно, болото» які оточували місто з північного заходу і південного сходу; ряд інших авторів пов'язували назву населеного пункту з лікувальними грязями.

## Населення
Населення — 15528 осіб (2010; 16172 у 2002).

## Господарство
У місті працюють ВАТ «Північне Молоко», філія фірми «Нартекс», комбінат «Будівельні матеріали», авторемонтний завод та інші підприємства.